# Uliczka

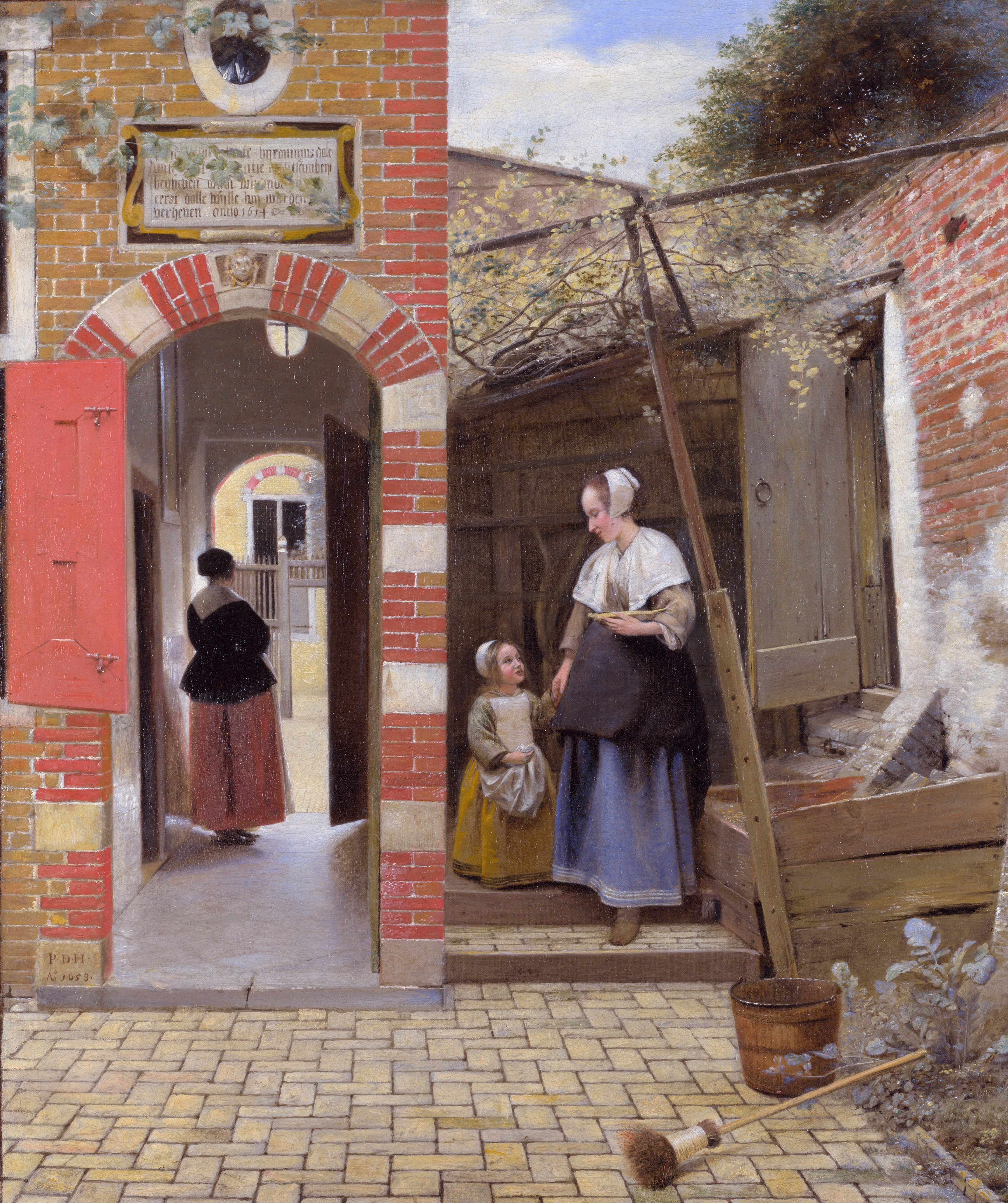
Pieter de Hooch, Podwórze, 1658, National Gallery w Londynie

Uliczka (niderl. Het straatje) – obraz Jana Vermeera datowany na lata ok. 1658–1661. Płótno jest sygnowane, podpis i VMeer znajduje się po lewej stronie, pod oknem.
Obraz miał wielu właścicieli. Do Rijksmuseum, gdzie znajduje się do dziś, został ofiarowany w 1921 roku.
Płótno przedstawia uliczkę, przy której stoją dwa domy, rozdzielone dwoma przejściami. Na płótnie widoczne są cztery postaci: zajęta robótką kobieta siedząca w drzwiach domu z prawej, dwoje dzieci klęczących na ziemi i kobieta w głębi przejścia, pochylona nad beczką. Są oni zaabsorbowani swoimi czynnościami i nie komunikują się ze sobą.
Identyfikacja miejsca, które przedstawił Vermeer, absorbuje badaczy od lat. Propozycje są liczne: obok najczęściej pojawiającej się teorii, że jest to widok na Voldersgracht, namalowany z tylnych okien domu „Mechelen” przy Marktveld w Delfcie, wymieniane są także inne lokalizacje – Oude Langendijk, Nieuwe Langendijk, Trompetdtraat, Spieringstraat, Achterom i Vlamingstraat. Zgodnie z pierwszą hipotezą, na tyłach „Mechelen” stał dom (na obrazie byłby to budynek z prawej), który w 1661 roku został wyburzony, by zrobić miejsce dla nowej siedziby gildii św. Łukasza – cechu zrzeszającego artystów, także Vermeera. W malarstwie holenderskim częste były przedstawienia budynków zagrożonych zniszczeniem, które tworzono w celu zarejestrowania ich wyglądu. Takie obrazy tworzyli m.in. Egbert van der Poel (np. Widok Delftu po wybuchu prochowni w 1654, National Gallery w Londynie), Daniel Vosmaer. Możliwe zatem, że i Vermeer chciał utrwalić wygląd domu, który wkrótce miał przestać istnieć.
Niewykluczone jednak, że Vermeer nie odzwierciedlił faktycznego wyglądu konkretnej uliczki, ale umieścił na obrazie elementy z różnych miejsc. Tak właśnie robił współczesny mu malarz, Pieter de Hooch, który, obok przedstawień we wnętrzach, tworzył widoki podwórek, ulic i ogródków. De Hooch namalował dwa obrazy, przedstawiające tę samą bramę, ale w różnym otoczeniu (Podwórze, 1658, National Gallery w Londynie i Podwórze, 1658, wł. The Trustees of Mr. Julian Byng’s Marriage Settlement).
Uliczka jest jednym z dwóch obrazów Vermeera, które przedstawiają widok miasta. Powszechnie przyjmuje się, że jej namalowanie poprzedziło Widok Delftu.